# Künstlerfamilie
Eine Künstlerfamilie ist gekennzeichnet durch das Auftreten von hervorragenden Künstlern derselben oder verwandter Richtung (auch von Kunsthandwerkern) in bestimmten Familien in mehreren Generationen.
Neben einer meist hohen intellektuellen Begabung ist die Voraussetzung für künstlerische Hochleistung ein ganz spezifisches Talent in einer Richtung, eine entsprechende Ausbildung und ein sozialer und gesellschaftlicher Rahmen.
F. Maas hat 1916 die Herkunftsbedingungen von 4421 berühmten Persönlichkeiten untersucht, die bis dahin in der Allgemeinen Deutschen Biographie verzeichnet waren (Geburtsjahrgänge 1700–1860). Er schreibt: „Häufig wird der Sohn frühzeitig in das Berufsmilieu des Vaters hineingezogen, was sein Interesse weckt, oder im häuslichen Kreis früh zu Tätigkeiten angehalten, die ihm die technischen Schwierigkeiten seines Berufs leichter überwältigen lassen, was ihm dem Eindringling von außen gegenüber, den jene Schwierigkeiten abhalten, einen großen Vorteil verschafft. Bei Musikern und Malern spielen diese Umstände neben der Vererbung des musikalischen und malerischen Sinnes eine ziemliche Rolle. So stammen 38 % der berühmten Musiker von Berufsmusikern, 24 % der Maler von Berufsmalern.“
Die bemerkenswerteste von allen Musikerfamilien der Geschichte ist sicher die Familie Bach. 48 von 55 männlichen Bach in sechs Generationen waren Musiker. 
Bereits 1910 hatte O. Feis den Versuch unternommen, die Ahnen und  Nachkommen von 285 berühmten Musikern zu erfassen.

## Beispiele
- Walther (Künstlerfamilie) Bildhauer
- Francken (Malerfamilie)
- Tischbein (Künstlerfamilie)
- The Jacksons (Musiker)
- Familie Bach
- Mozart (Familie)
- Preissler (Künstlerfamilie)
- Romberg (Musikerfamilie)
- Sohn-Rethel (Malerfamilie)
- Die niederländische Malerfamilie Koekkoek
- Liste bekannter Schauspielerfamilien